# Bathyaulax jimii
Bathyaulax jimii (лат.) — вид паразитических наездников рода Bathyaulax из семейства Braconidae. Назван в честь Jimi Kaartinen.

## Распространение
Встречается в Африке (ДРК).

## Описание
Бракониды среднего размера, длина тела около 2 см (тело 20 мм, переднее крыло 16 мм, яйцеклад 19 мм). Усики тонкие, нитевидные (из 113 флагелломеров). От близких родов отличается следующими признаками: 3-й тергит бороздчатый; скапус усика сверху оранжево-коричневый, снизу от тёмно-коричневого до чёрного с четким контрастом; жгутик усика от коричневого до оранжевого, на вершине приплюснутый; лицо пунктированное. Основная окраска жёлтая, за исключением следующих чёрных частей: усики, вершина мандибул и яйцеклад. Предположительно, как и близкие виды, паразитоиды личинок древесных жуков. Вид был впервые описан в 2007 году энтомологами Austin Kaartinen (University of Helsinki, Финляндия) и Donald Quicke (Chulalongkorn University, Бангкок, Таиланд).